# Daramus macrops
Daramus macrops är en skalbaggsart som först beskrevs av Henri de Peyerimhoff 1943.  Daramus macrops ingår i släktet Daramus och familjen långhorningar. Inga underarter finns listade i Catalogue of Life.